# Sender Mötzingen
Koordinaten: 48° 32′ 14″ N, 8° 46′ 8″ O

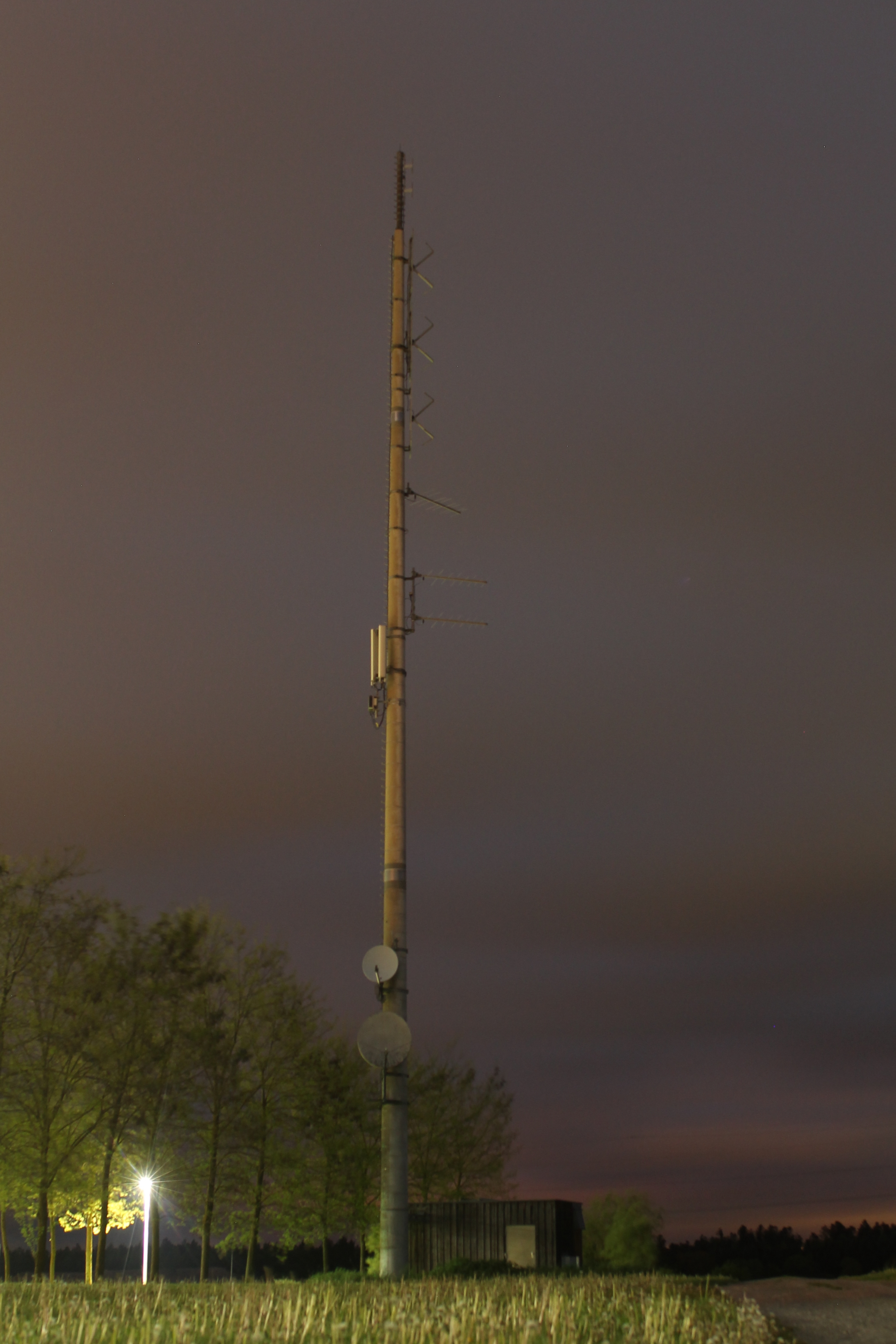
Sender Mötzingen

Der Sender Mötzingen ist eine Sendeanlage des Südwestrundfunks (ehemals des Süddeutschen Rundfunks) zur Ausstrahlung von Hörfunksignalen. Er befindet sich in der Gemeinde Mötzingen 10 km südwestlich der Stadt Herrenberg. Als Antennenträger kommt ein freistehender Rohrmast zum Einsatz.
Der Sender wurde ursprünglich als UKW-Füllsender errichtet, da im Gebiet um Herrenberg, welches von drei Seiten vom Sendegebiet des Südwestfunks umgeben war, zwar die SWF-, aber nicht die zuständigen SDR-Sender empfangen werden konnten. Nach der Vereinigung von SDR und SWF hat der Sender seinen ursprünglichen Zweck größtenteils verloren.

## Frequenzen und Programme

### Analoger Hörfunk (UKW)
| Frequenz (MHz) | Programm               | RDS PS   | RDS PI | Regionalisierung | ERP (kW) | Antennendiagramm rund (ND)/gerichtet (D) | Polarisation horizontal (H)/vertikal (V) |
| -------------- | ---------------------- | -------- | ------ | ---------------- | -------- | ---------------------------------------- | ---------------------------------------- |
| 87,6           | SWR4 Baden-Württemberg | _SWR4_S_ | D904   | Stuttgart        | 1        | D (40–100°)                              | H                                        |
| 90,5           | DASDING                | DASDING_ | D3A5   | –                | 1        | D (20–110°)                              | H                                        |

Die Frequenz 97,2 MHz (ehemals SWR3) wurde zwischenzeitlich abgeschaltet, da sie keinen Zweck mehr erfüllte.